# Repubblica di Ragusa
La Repubblica di Ragusa (nota anche come Repubblica ragusea o, dal nome del suo santo protettore, Repubblica di San Biagio) è stata una repubblica marinara dell'Adriatico, esistita dal X secolo al 1808. La sua capitale era la città di Ragusa in Dalmazia; il suo territorio fa oggi parte della Croazia e in minima parte del Montenegro (Sutorina) e della Bosnia ed Erzegovina (Neum).

## Il nome
Secondo un famoso passo di Costantino Porfirogenito:
Nel tempo il nome della città venne scritto in vari modi, tutti derivanti dalla stessa radice: Lausa, Labusa, Raugia, Rausia, Rachusa e finalmente Ragusa.
Il nome slavo Dubrovnik deriva invece dalla parola dubrava, e cioè foresta di querce: questi alberi infatti ricoprivano un tempo la montagna di San Sergio (in croato Srđ'), sulle pendici della quale venne costruito il nucleo antico della città.

## Geografia
Il territorio di Ragusa comprendeva una sottile fascia della costa dalmata lunga 120 km e larga appena 5–10 km, che si estendeva dalla foce della Narenta alla Punta d'Ostro presso l'imbocco delle Bocche di Cattaro. Il più vecchio territorio (distretto) di Ragusa, nell'XI secolo, comprendeva la capitale, Gravosa, Breno, Gionchetto con Montagna di San Sergio, Malfi e Ombla. Nel corso dei secoli il Comune (poi Repubblica) di Ragusa acquisì l'arcipelago delle Elafiti (Giuppana, Isola di Mezzo e Calamotta) (1080), Lagosta (1272), la città di Stagno e l'intera penisola di Sabbioncello (1333), Meleda (1345), il Litorale Raguseo con Slano (1399) e Canali con la città di Ragusa Vecchia (1419 - 1427). Per soli tre anni (1414-1417) Ragusa tenne anche le isole di Curzola, Brazza e Lèsina, ma fu poi costretta a cederle a Venezia.
La sua estensione era di circa 1375 km². Da un punto di vista amministrativo, la Repubblica era divisa in dodici unità amministrative: la capitale, tre capitanati (Ragusa Vecchia, Iagnina e Sabbioncello) e otto contee (Canali, Breno, Slano, Stagno, Lagosta, Meleda, Giuppana, Isola di Mezzo).
Ragusa era anche arcidiocesi avente come suffraganee Stagno, Curzola, Trebigne e per un breve tempo Cattaro.

## Storia

### Fondazione e periodo bizantino (614-1204)
Nella prima metà del VII secolo (secondo la tradizione nel 614), epoca delle invasioni degli Slavi e degli Avari nella penisola balcanica, gli abitanti della città di Epidaurum (l'attuale Ragusa Vecchia, in croato Cavtat, pronuncia Zavtat) cercarono rifugio su un'isola di fronte alla costa, solo successivamente unita alla terraferma, che ha costituito il primo nucleo urbano di Ragusa. Seppur con notevole autonomia, la città fu da quel momento soggetta alla protezione dell'Impero Bizantino.
Durante questa epoca, Ragusa cominciò a sviluppare un attivo commercio nel Mediterraneo orientale. A partire dall'XI secolo si impose come città marittima e mercantile soprattutto nell'Adriatico, stringendo accordi e contratti con altre città; il primo contratto commerciale conosciuto risale al 1148 e fu stipulato con la città di Molfetta, ma per resistere contro lo strapotere veneziano in Adriatico fu determinante soprattutto l'alleanza con la Repubblica di Ancona (dal 1199). Le due città rinnovavano periodicamente i loro patti e ragusei ed anconetani si consideravano abitanti di città sorelle. Molti anconetani abitavano a Ragusa, e molti ragusei abitavano ad Ancona. Le due città diedero vita ad una via commerciale tra Europa occidentale e Medio Oriente alternativa a quella veneziana; questa via partiva da Costantinopoli, passava per Ragusa, Ancona, Firenze per giungere alle Fiandre e all'Inghilterra. Altre città alleate furono Pisa, Termoli e Napoli. In un trattato datato 29 agosto 1189 siglato con il bano di Bosnia Kulin, appare menzionato per la prima volta il nome slavo della città, Dubrovnik. Questa lettera è il testo di una concessione commerciale che il Bano offre alla Repubblica di Ragusa e ai suoi cittadini.
Storici come Praga affermarono che la Repubblica di Ragusa fu l'unico Stato dei Dalmati italiani venutosi a creare. La Repubblica di Ragusa è chiamata da alcuni studiosi la "quinta repubblica marinara di lingua italiana".

### Il periodo veneziano (1205-1358)
Dopo la caduta di Costantinopoli durante la IV Crociata nel 1204, Ragusa cadde sotto il dominio della Repubblica di Venezia, dalla quale mutuò gran parte delle sue istituzioni. Il dominio veneto si prolungò per un secolo e mezzo, con brevi interruzioni (dal 1207 al 1211, dal 1215 al 1217 e dal 1232 al 1235); inoltre, dal 1230 al 1232, la città fu soggetta alla sovranità del despotato d'Epiro.
Il 10 giugno 1208 Ragusa firmò un patto di confederazione con Fano, che nella metà del secolo precedente aveva firmato un giuramento di fedeltà con la Serenissima, ancora in vigore all'epoca della confederazione con Ragusa.
In questa epoca venne a delinearsi l'assetto istituzionale interno della futura repubblica, con la comparsa del Senato (1252) e l'approvazione dello Statuto Raguseo (9 maggio 1272).

### L'indipendenza (1358)
Nel 1358, in seguito ad una guerra con il Regno d'Ungheria, Venezia fu costretta a rinunciare, con la pace di Zara, a gran parte dei suoi possedimenti in Dalmazia, compresa Ragusa, in favore dell'Ungheria. Per Ragusa ciò si concretò nel semplice trasferimento ai sovrani ungheresi di un tributo.
Ottenuto il diritto di autogoverno in cambio del vincolo di assistenza con la propria flotta e del pagamento di un tributo annuale al re di Ungheria, Ragusa iniziò la propria storia come stato indipendente. In quell'epoca la città venne fortificata e dotata di due porti. A metà del XV secolo la Communitas Ragusina iniziò a chiamarsi Respublica Ragusina. Negli stessi anni, anche la città federata di Ragusa, Ancona, passò dalla denominazione Comunitas Anconae a quella di Respublica Anconitana.

### Il periodo d'oro (XV e XVI secolo)

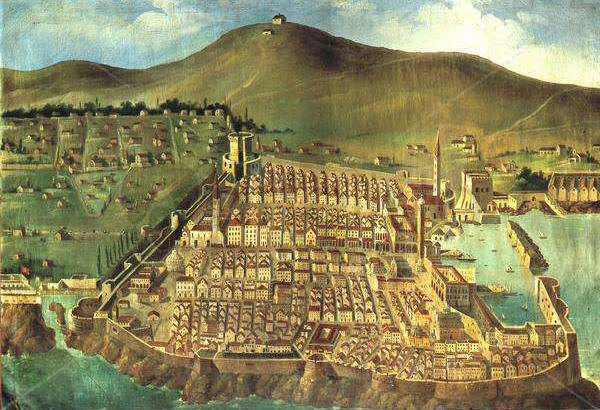
Ragusa prima del terremoto del 1667

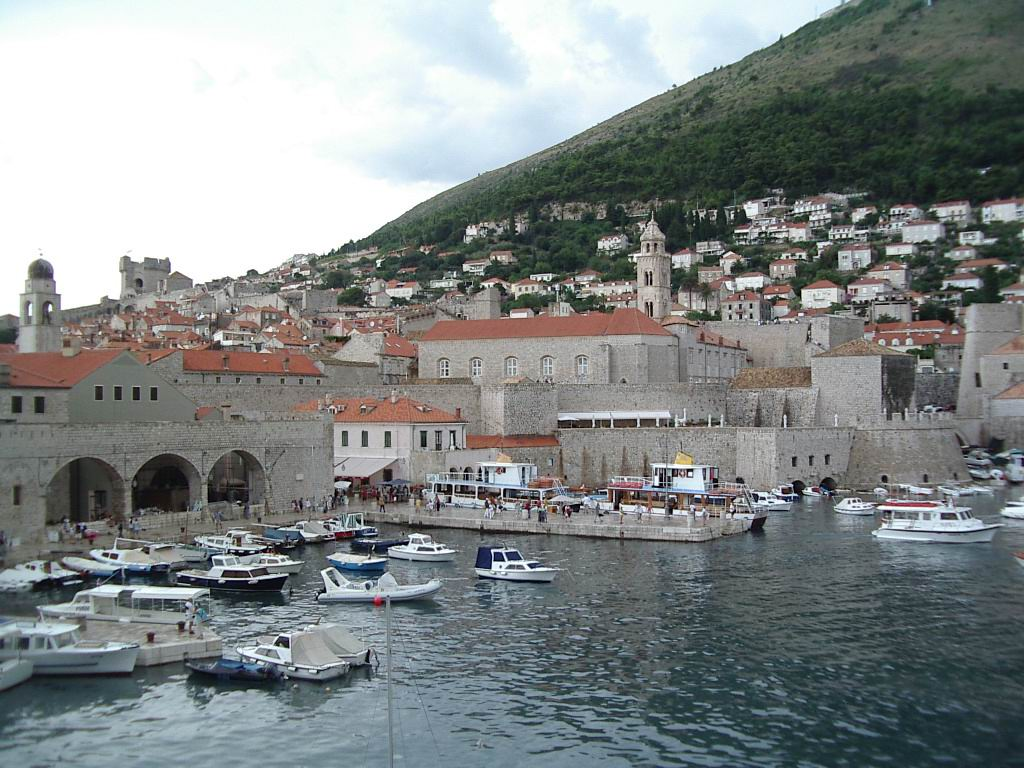
Il porto di Ragusa

Basando la sua prosperità sul commercio marittimo, la Repubblica di Ragusa divenne la maggiore potenza dell'Adriatico meridionale e giunse a rivaleggiare con la Serenissima Repubblica di Venezia.
Ragusa fu in quel periodo la porta dei Balcani e dell'Oriente, luogo di commercio di vari metalli (argento, rame, piombo), sale, spezie e cinabro. Supportata dalla sua ricca e abile aristocrazia, Ragusa poté raggiungere il suo apogeo nei secoli XV e XVI grazie anche a convenienti accordi bilaterali di esenzione dalle tasse per le merci commerciate. L'alleanza con la Repubblica di Ancona fu rinnovata con la stesura di nuovi patti, sempre in chiave anti-veneziana. Ma non furono soltanto la potente flotta, che toccava i principali porti del Mediterraneo, e la fitta rete di consolati (ben 50) a fare di Ragusa una potenza: la città ebbe illustri figli che si distinsero nella letteratura e nelle arti.
A causa della sua particolare posizione geografica (una sottile striscia costiera con l'Impero ottomano alle spalle), lo Stato raguseo fu anche uno strenuo difensore del cattolicesimo, ed in tale veste si dimostrò intollerante anche verso la Chiesa ortodossa: in larghe parti del territorio furono registrate espropriazioni e conversioni forzose di massa. Come regola generale, i non cattolici erano esclusi dalla cittadinanza, oltre che dagli uffici pubblici e dalle alte magistrature dello Stato; il che obbligò numerosi mercanti serbo-erzegovesi alla conversione. Tuttavia la città non esitò ad ospitare dal 1492 gruppi di ebrei sefarditi espulsi dalla penisola iberica, che diedero ulteriore impulso all'importanza commerciale della città.
Dal punto di vista interno, la struttura della società era rigidamente impermeabile: i matrimoni misti erano vietati e gli appartenenti alle due classi inferiori non avevano alcuna influenza sul governo della Repubblica. D'altro canto, la Repubblica di Ragusa si dimostrò estremamente avanzata per altri versi: nel 1317 fu aperta la prima farmacia (una delle prime in Europa), nel 1432 un ospizio per trovatelli e nel XVI secolo un lazzaretto per far passare la quarantena ai marinai provenienti da paesi in cui erano in corso delle epidemie.
Ragusa era una delle città in cui più fiorente era la tratta degli schiavi, abolita nel 1416 su imposizione del re d'Ungheria, 400 anni prima della Gran Bretagna (1833) e degli Stati Uniti (1865).

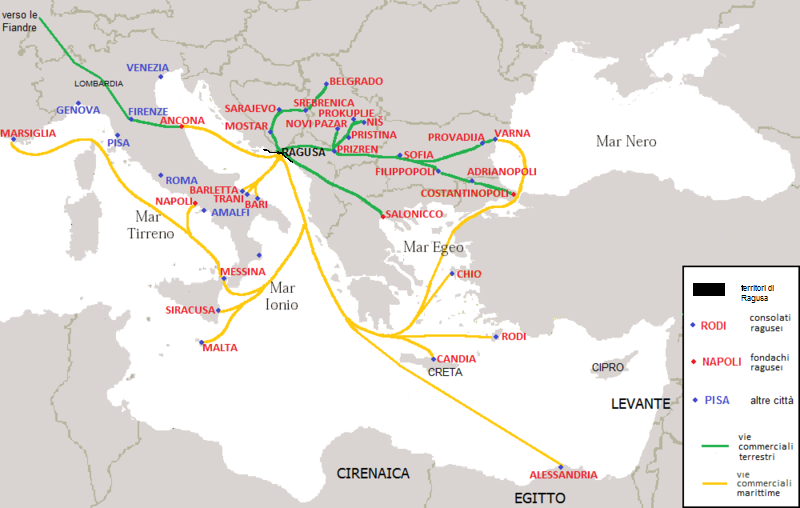
Vie commerciali, sedi di consolati e di fondachi ragusei all'inizio del XVI secolo

La vecchia bandiera della repubblica era caratterizzata dal motto Libertas, mentre l'ingresso alla fortezza di San Lorenzo (Lovrijenac, situata appena al di fuori delle mura cittadine) reca ancora l'iscrizione Non bene pro toto libertas venditur auro ("La libertà non si vende per tutto l'oro del mondo").
Di fronte alla prorompente avanzata ottomana nella penisola balcanica e in seguito alla sconfitta ungherese nella battaglia di Mohács (1526), Ragusa cambiò fronte e passò sotto la supremazia formale del sultano ottomano, obbligandosi a pagargli un simbolico tributo annuale: un'abile mossa che le permise di salvaguardare la sua indipendenza.

### Commercio
Ragusa importava dall'entroterra balcanico metalli e minerali (tra cui il cinabro), pellami, lana; dalla Puglia e dalla Sicilia sale e grano; dal Levante spezie di ogni tipo. Attraverso Ancona importava prodotti marchigiani (olio, vino, grano, carta di Fabriano) e manufatti fiorentini e fiamminghi, specialmente panni pregiati. I prodotti orientali erano poi esportati in Europa occidentale e viceversa. Peculiarità della repubblica di Ragusa fu la presenza di propri consoli non solo in altri porti, ma in numerosi centri lontani dal mare, lungo le strade che attraversavano la penisola balcanica in senso est-ovest. Consolati ragusei erano infatti a: Mostar, Sarajevo, Srebrenica, Belgrado, Prizren, Pristina, Prokuplje, Niš, Novi Pazar, Sofia, Filippopoli, Adrianopoli, Provadija. Naturalmente anche negli sbocchi marittimi di queste strade commerciali i ragusei inviavano consoli: Varna, Salonicco, e Costantinopoli (in questi ultimi due centri Ragusa aveva anche propri fondachi). Naturalmente un consolato raguseo era presente nella repubblica sorella di Ancona, da cui le merci balcaniche prendevano la strada di Firenze, della Lombardia e delle Fiandre. Nell'Adriatico, consoli di Ragusa erano anche nei porti dirimpettai di Peschici, Vieste, Barletta, Trani e Bari. Con l'Abruzzo i rapporti commerciali furono tanto frequenti da giustificare l'istituzione di due consolati ragusei: a Lanciano il 30 aprile 1516 veniva nominato console della repubblica di Ragusa il notaio lancianese Bartolomeo De Rossi e sette anni dopo il nobile Pietro Ricci. Nel Levante consolati ragusei erano a Chio, Rodi, Candia ed Alessandria d'Egitto. Sulle rotte occidentali invece la repubblica di San Biagio aveva rappresentanza consolare a Malta, Siracusa, Messina, Napoli e Marsiglia.

### Il declino

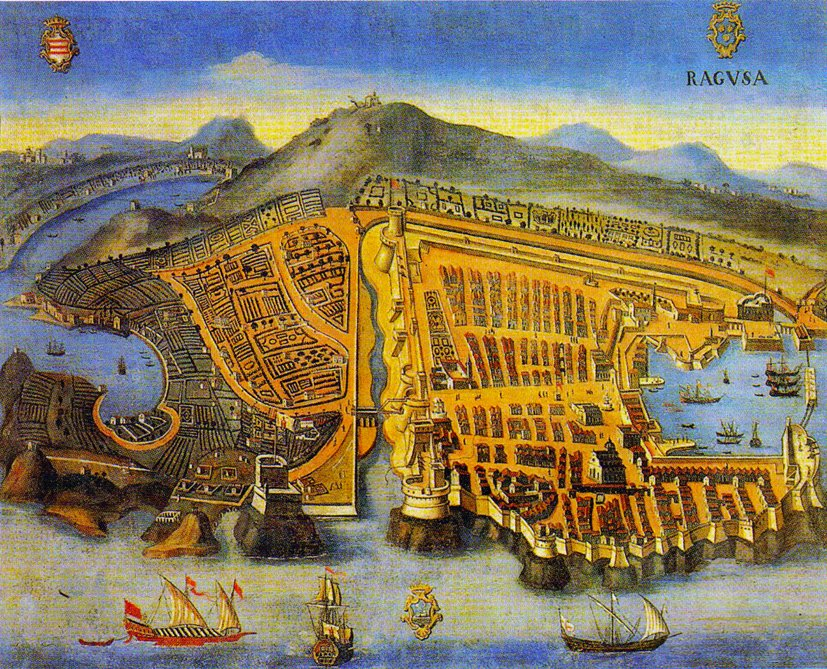
Vista di Ragusa nel periodo immediatamente precedente il disastroso terremoto del 1667

Con il XVII secolo iniziò per la Repubblica di Ragusa un lento quanto inesorabile declino, dovuto sia alla scoperta dell'America (che tagliò fuori il Mediterraneo dalle principali rotte commerciali), sia soprattutto ad un catastrofico terremoto avvenuto il 6 aprile 1667, che rase al suolo gran parte della città facendo 5000 vittime tra cui il rettore.
La città venne presto ricostruita a spese del Papa e dei sovrani di Francia e Inghilterra, che ne fecero un gioiello dell'urbanistica seicentesca, e con grandi sforzi la Repubblica visse una nuova quanto effimera ripresa, ma la sua stessa esistenza fu sempre più minacciata. Fiaccata nella sua importanza commerciale, indebolita politicamente, decaduta nella sua immagine di baluardo cristiano, Ragusa finì con il diventare, al pari della Serenissima, un'anacronistica repubblica arroccata a difesa dei suoi privilegi.
Proprio a causa delle scaramucce con i veneziani, la repubblica ragusea sentì sempre più la necessità di evitare ogni confine terrestre con la rivale veneta, al fine di impedire alla Serenissima di attaccare la città via terra. L'occasione propizia giunse in occasione dei negoziati per la pace di Carlowitz, quando Ragusa cedette al sultano ottomano due sottili strisce di costa al di là del proprio confine. La cessione delle due "zone cuscinetto" fu ufficializzata con la firma della pace il 26 gennaio 1699 (articoli IX e XI del trattato turco-veneziano), che rese lo Stato raguseo un'enclave in territorio turco. Di queste due strisce, quella settentrionale (parte del distretto meridionale di Klek con la città di Neum) la separa dalla Dalmazia Veneta e costituisce, attualmente, l'unico sbocco al mare della Bosnia ed Erzegovina, mentre quella meridionale (Sutorina) fa oggi parte del Montenegro e separava la Repubblica dai territori dell'Albania veneta.
Negli ultimi secoli l'indipendenza ragusea fu quasi più una graziosa concessione: se il 20 agosto 1684 un trattato tra l'Impero ottomano ed Austria aveva stabilito un protettorato congiunto sulla città, la pace di Passarowitz del 1718 ne riconobbe da un lato la piena indipendenza, ma dall'altro aumentò l'ammontare del tributo da versare alla Sublime porta, fissandolo a 12500 ducati. Per far fronte al caro prezzo della libertà, i ragusei si dedicarono al cabotaggio con la costa spagnola e italiana. Tale politica commerciale portò ad una breve rinascita economica dello Stato. La sua attiva classe imprenditoriale, mantenendo sempre posizioni di stretta neutralità, riuscì a fare della propria flotta mercantile un punto di forza sulle rotte mediterranee e transoceaniche. Infatti, la sua lungimirante politica neutrale la pose al riparo dai conflitti europei e molti stati ne usufruirono, specie nei momenti di belligeranza, imbarcando le proprie merci al sicuro sotto la bandiera ragusea.
Nel 1776 la repubblica di Ragusa fu il primo stato sovrano a riconoscere l'indipendenza degli Stati Uniti d'America.

### La fine della Repubblica

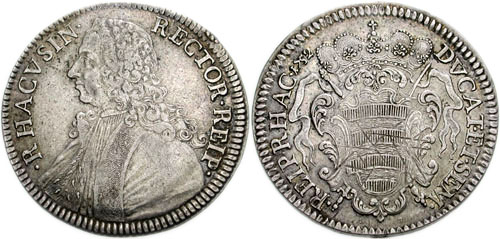
Tallero con l'effigie del rettore Junius De Restis (1752)

Per ironia della sorte, la repubblica ragusea riuscì ad assistere alla fine della rivale veneta (1797), ma dovette ben presto soccombere di fronte al precipitare degli eventi in Europa. Dopo la pace di Presburgo del 1805, il territorio della Repubblica fu occupato dalla Francia: il 27 maggio 1806, dopo un assedio di un mese da parte della flotta franco-montenegrina in cui 3000 palle di cannone piombarono sulla città, Ragusa si arrese ai francesi del generale Lauriston.
La Repubblica venne, infine, soppressa per decreto dal generale Marmont il 31 gennaio 1808, giorno in cui abolì il Senato con tutti gli organi governativi dell'antica Repubblica e la unì agli ex possedimenti veneziani della Dalmazia sotto occupazione francese. Per quasi due anni Ragusa fece parte del napoleonico Regno d'Italia (1808-1809). Per decreti di Vincenzo Dandolo -governatore e provveditore della Dalmazia napoleonica- e di Domenico Garagnin -governatore, amministratore civile e provveditore di Ragusa, Curzola e Bocche di Cattaro-, la lingua italiana -già utilizzata nei secoli precedenti assieme al latino- divenne ufficiale nell'amministrazione e nelle scuole.
Gli ultimi residui di autonomia scomparvero infine l'anno successivo, con l'annessione alle Province Illiriche (14 ottobre 1809).
Il 30 gennaio 1814, il generale austriaco d'origine serba Todor Milutinović, dopo essere entrato nella città con l'esercito austriaco, ordinò all'ultimo rettore raguseo S. Giorgi di ammainare l'antica bandiera di San Biagio, ma quest'ultimo rifiutò "perché la bandiera è stata messa dal popolo" (jer da ga je pripeo puk).
Assegnata definitivamente all'Austria con il Congresso di Vienna (1815), Ragusa fu unita al Regno di Dalmazia e rimase fino al termine della prima guerra mondiale (1918) sotto il dominio diretto degli Asburgo. Occupata dagli alleati, venne in seguito assegnata al neonato Regno dei Serbi, Croati e Sloveni.
Dopo l'annessione dai francesi e con la fine della neutralità della repubblica, la flotta mercantile, che era l'origine principale della ricchezza di Ragusa, sparì completamente venendo confiscata dai francesi, dai russi e da gruppi di pirati. I nobili, la classe mercantile e quasi tutte le classi di Ragusa impoverirono. Dopo la perdita dei privilegi e del potere economico, l'estinzione dei nobili si accelerò. Solo fra il 1805 e il 1899 sparirono 10 famiglie nobili.
Oggi la città di Ragusa è parte della Croazia indipendente e vive essenzialmente di turismo.

## Governo e istituzioni

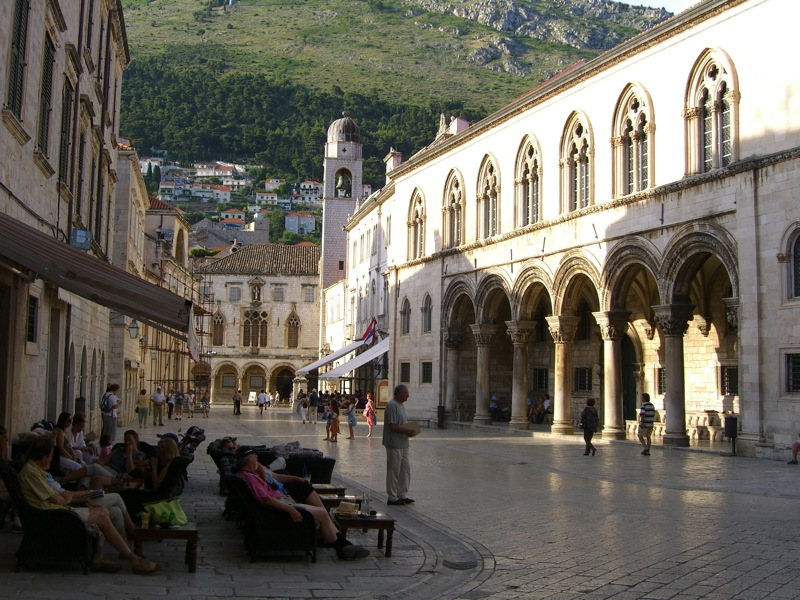
Il palazzo del Rettore, sede della massima carica della Repubblica

### Introduzione
L'assetto istituzionale della Repubblica variò nel tempo, seguendo a grandi linee il contemporaneo sviluppo di alcune città-stato italiane, e segnatamente della Repubblica di Venezia, con un substrato derivante dal diritto consuetudinario ispirato alla legislazione romana. I primi documenti pubblici ragusei non sono a noi pervenuti, ma si ritiene che fin dagli albori esistesse una suddivisione fra un gruppo di ottimati (primo nucleo del successivo patriziato raguseo) derivanti principalmente dalle più importanti famiglie scampate da Epidauro e prescelti a governare (priores), e il popolo. All'inizio il comune si chiamava Communitas Ragusii: ogni atto importante veniva deciso dai priores e sottoposto all'approvazione del popolo convocato in assemblea al suono delle campane (l'arengo o il concio). Il potere amministrativo ed economico, la gerarchia ecclesiastica e conseguentemente l'egemonia culturale erano nelle mani del patriziato e dei cittadini e mercanti benestanti.
L'assetto istituzionale di Ragusa in seguito divenne sempre più strettamente elitario, cosicché il potere effettivo rimase sempre solidamente in mano a poche famiglie dell'aristocrazia cittadina: nel 1332 venne impedita la creazione di nuove famiglie nobili (la Serrata del Maggior Consiglio Raguseo), e così Ragusa divenne una vera e propria repubblica aristocratica.

### Le fonti legislative
Il 9 maggio 1272 venne promulgata dal Conte (titolo corrispondente alla massima magistratura cittadina, come si vedrà in seguito) veneziano Marco Giustiniani quella che può essere definita la Costituzione di Ragusa: il Liber statutorum civitatis Ragusii (Libro degli Statuti della Città di Ragusa), che abbracciò tutte le branche legislative e fu in parte modellato sulle leggi della Repubblica di Venezia. A questo primo nucleo di norme si aggiunsero nei secoli altre collazioni di disposizioni legislative: il Liber omnium reformationum (1335 - 1410), il Liber Viridis (1358 - 1460) ed il Liber Croceus (1460 - 1808). Le leggi importanti furono anche il Liber statutorum doane Ragusii (Libro degli statuti della dogana ragusea) (1277), Capitolare della doana grande come la nuova legge sulla materia doganale (1413), l'Ordo super assecuratoribus (Regolamento per le assicurazioni marittime) (1568), Regolamenti della Repubblica di Ragusa per la navigazione nazionale (1745) ecc.

### Gli organi costituzionali
I principali organi costituzionali ragusei furono i seguenti:
- Rettore (lat. Rector). Detto all'inizio Priore o - nel periodo veneziano - Conte, durava in carica un anno, poi - per evitare che per un lungo periodo in carica un patrizio tentasse la via del potere personale - il periodo venne ridotto a sei, tre ed anche - dal 1358 - a un solo mese, di modo che la Repubblica contò lungo la sua storia oltre 5000 rettori. La figura del rettore ricorda molto quella del doge veneziano: formalmente capo dello Stato, non disponeva però di reali poteri di governo. Risiedeva con la famiglia nel Palazzo del Rettore e non poteva uscirne che per incombenze ufficiali legate alla carica, sempre preceduto dai dignitari e da dieci Lictores (poi detti Famuli). Ordinariamente, quando si parlava del rettore lo si appellava Sua Serenità. Vestiva una toga di seta rossa con uno stolone nero sulla spalla sinistra, in segno della suprema autorità.
- Minor Consiglio (lat. Consilium minus). Anche precedentemente alla dominazione veneziana si ritiene che il Priore di Ragusa fosse adiuvato nella sua attività di governo da un gruppo di consiglieri, tratti dalle famiglie nobili della città. Nel periodo veneziano, questo gruppo di consiglieri - già formalmente chiamato Minor Consiglio - era ad un tempo un organo legislativo, esecutivo e consultivo. Nei primi anni era lo stesso Conte a designare il Minor Consiglio, assieme al quale avrebbe poi nominato i membri degli altri organi di governo, fra i quali il Maggior Consiglio e il Consiglio dei Pregadi, che più tardi, sulle orme del suo equivalente veneziano, sarebbe stato chiamato Senato. L'erosione del potere del Conte da parte del Minor Consiglio fu un lungo percorso: a partire dal 1293 vennero limitati i poteri di nomina dei suoi componenti da parte del Conte, ma parallelamente aumentarono l'indipendenza ed i poteri del Maggior Consiglio. In senso generale, il Minor Consiglio fu uno degli organi detentori del potere esecutivo della Repubblica. I suoi membri cambiarono nel tempo: 11 dal 1238, 7 dal 1667.
- Maggior Consiglio (lat. Consilium majus). Sorto - come visto - come organo di minore importanza rispetto al Conte e al Minor Consiglio, cominciò ad imporsi come organismo permanente di pieno diritto solo durante l'assenza del Conte veneziano nel 1235, quando due ragusei da lui delegati furono incaricati di sostituirlo. Col passare degli anni, il Maggior Consiglio divenne - similmente al suo omonimo veneziano - il massimo organo legislativo della Repubblica, composto da tutti i membri maschi della nobiltà (dopo la Serrata del Maggior Consiglio nel 1332), che vi accedevano di diritto al compimento dei ventun anni d'età[26].
- Senato o Consiglio dei Pregadi (lat. Consilium rogatorum). Da organo di nomina rettorale, il Senato nel XV secolo divenne l'istituzione più importante della Repubblica, andandosi ampliando sia come competenze che come numero dei propri componenti: all'inizio del XVII secolo ne facevano parte anche il Rettore, gli undici componenti del Minor Consiglio, cinque provveditori (un'altra magistratura della Repubblica), i dodici giudici dei tribunali penale e civile, i tre sovrintendenti della Corporazione della Lana e i membri del Collegio dei Ventinove. Teoricamente, a quell'epoca il Senato doveva essere eletto dal Maggior Consiglio ogni anno, ma poiché i senatori di più provata esperienza venivano spesso rieletti, la sua compagine risultò molto più stabile rispetto alle logiche attese. Per esser senatori bisognava aver compiuto 40 anni, e il loro numero aumentò nel tempo: nel XV secolo i senatori erano 45.
- Provveditori dello Stato (lat. Proveditores terrae) fu la suprema magistratura di supervisione e tutela della legalità, composta da cinque (dal 1667 - tre) membri eletti annualmente dal Maggior Consiglio. Controllava le decisioni dei consigli e delle altre magistrature con il potere di sospendere i regolamenti e le leggi (i provvedimenti) "incostituzionali". Nella Repubblica di Venezia funzionava una magistratura simile nota come Avogadoria de Comun.
- Corte dei giudici delle cause civili (lat. Curia consulum causarum civilium) e Giudici delle cause criminali (lat. Sex iudices de criminalii) furono gli organi giudiziari - la corte civile (dal 1416) e la corte penale/criminale (dal 1459). Tutti i giudici erano eletti dal Maggior Consiglio per un anno. Il supremo organo giudiziario dello Stato raguseo fu il Senato (Consiglio dei Pregadi).

## Suddivisione amministrativa

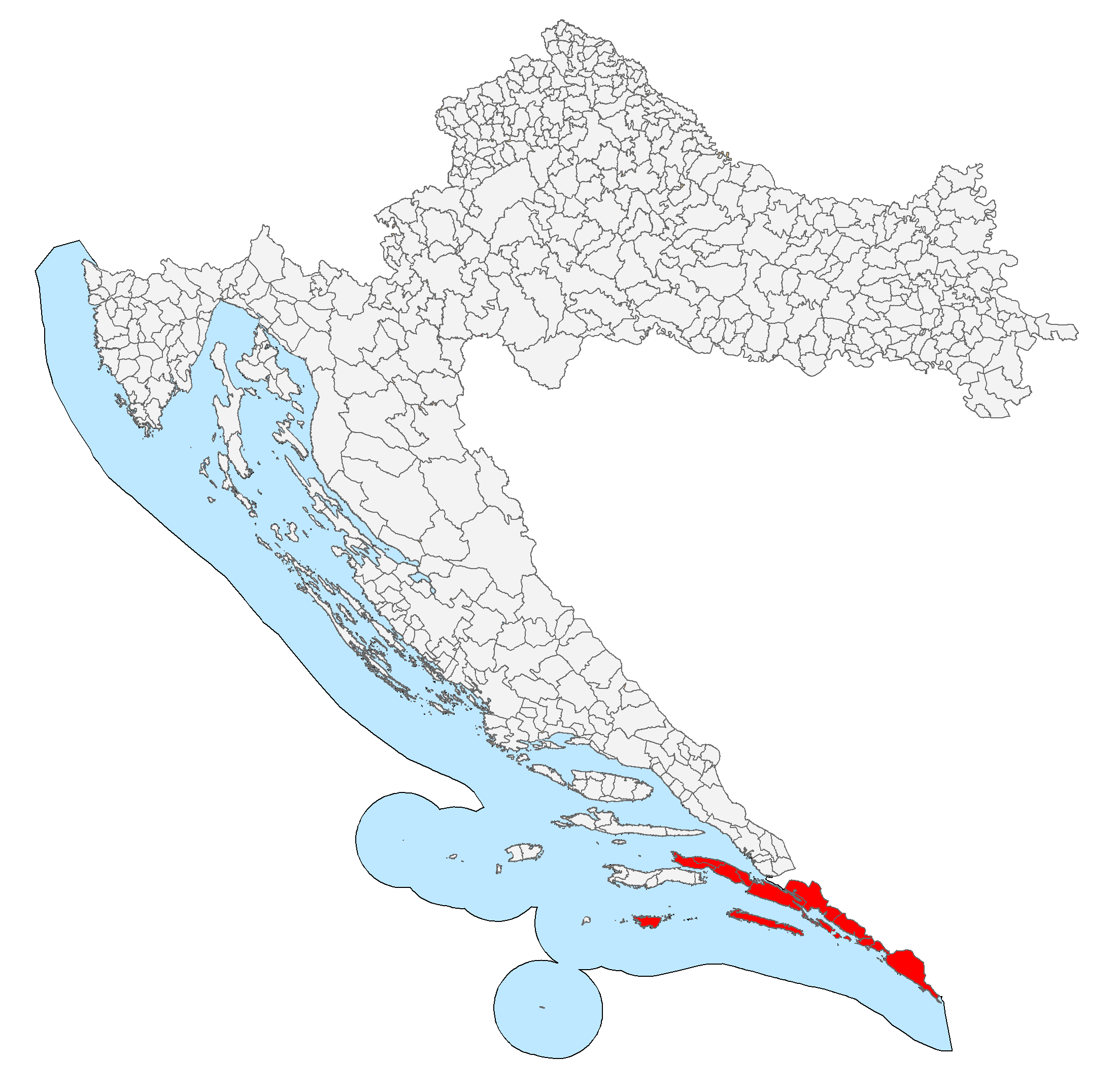
I confini della Repubblica di Ragusa all'interno dell'odierna Croazia.

Il territorio della città-stato si estendeva su circa 1375 km² ed era suddiviso in 12 unità amministrative:
- Ragusa
- capitanato di Ragusavecchia
- capitanato di Iagnina
- capitanato di Sabbioncello
- contea di Canali
- contea di Breno
- contea di Slano (Litorale Raguseo)
- contea di Stagno
- contea di Lagosta
- contea di Meleda
- contea di Giuppana
- contea dell'Isola di Mezzo e di Calamotta

Lagosta e Meleda furono unità amministrative con l'autonomia locale (le università) e con i propri statuti (Libro delli ordinamenti e delle usanze della Universitade et dello Commun della isola de Lagusta e Liber de ordinamenti e delle usance della universitade del comun de Melida).

## Lingua e cultura

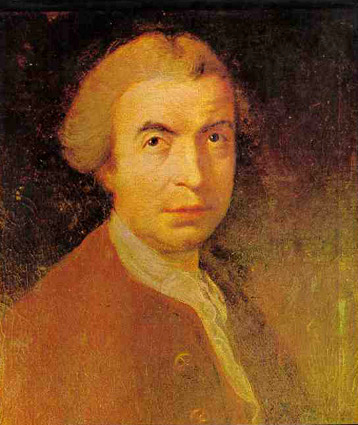
Ruggiero Giuseppe Boscovich, famoso scienziato

Per tutta la sua storia Ragusa costituì un ponte tra Oriente ed Occidente, tra mondo slavo e romanzo.
La città fu fondata da popolazioni latine, di lingua dalmatica, e il latino e l'italiano furono per secoli le lingue utilizzate nella grande maggioranza dei documenti ufficiali della Repubblica.
Grazie a Giovanni Conversini da Ravenna (1343-1408), che si lamentò di non poter parlare con gli abitanti, sappiamo che alla fine del XIV secolo la lingua più comunemente parlata a Ragusa non era il latino, ma assai probabilmente il dalmatico. Le classi più elevate erano comunque bilingui o trilingui, parlando esse il dalmatico, il volgare italiano e la lingua slava locale. Filippo de Diversis riporta che negli anni 1434-1440, quando insegnava la grammatica latina a Ragusa, nei tribunali si parlava ancora in dalmatico, ma gli stessi giudici parlavano con lui in italiano e la lingua slava era già comune. Il dalmatico si estinse a Ragusa verso la fine del Quattrocento. Per il grande umanista raguseo Elio Lampridio Cerva (1460 circa - 1520) il dalmatico era già una lingua dimenticata, un ricordo dell'infanzia. Così tra le lingue usate a Ragusa rimasero un dialetto štokavo con qualche caratteristica čakava, il latino e l'italiano nella forma toscana, con parecchie influenze sia del nord come del sud Italia, in modo particolare dal veneziano. In epoca più recente, a Ragusa si sviluppò anche un dialetto particolare, con base slava (croata) e parecchie influenze italiane.
A Ragusa si sviluppò una ricchissima letteratura: spesso gli stessi autori scrivevano in croato, in latino e in italiano.
Ragusa viene oggi considerata il maggiore centro di propagazione della letteratura croata: alcuni fra i principali autori rinascimentali di questa lingua sono ragusei; molti rappresentarono saghe e tradizioni dei popoli slavi anche in lingua italiana. Fu proprio grazie a questa pacifica commistione che per vari secoli Ragusa poté rifulgere nelle scienze e nelle arti.

### Lingue utilizzate
I ragusei non conobbero il concetto di lingua ufficiale. Negli atti pubblici e negli arenghi essi usarono sino al 1472 il latino. In seguito, il Senato della Repubblica decise che l'idioma parlato negli organi di stato della Repubblica sarebbe stata la variante locale della lingua dalmatica e proibì l'uso della lingua slava nei dibattiti senatoriali. I gospari (l'aristocrazia) mantennero il dalmatico per alcuni decenni, ma il suo uso decrebbe fino a sparire.
Alla fine del XIV secolo la maggioranza degli abitanti della repubblica parlava croato, e il suo uso aumentò via via fino a divenire comune a tutti gli strati sociali cittadini. L'italiano ebbe comunque sempre ampio uso nei consessi pubblici ed ufficiali: la variante parlata nella repubblica era pesantemente influenzata dal veneto e dal dialetto toscano.
Quando Ragusa entrò a far parte del Regno d'Italia napoleonico, tra il 1808 e il 1810, la lingua italiana era ancora ampiamente utilizzata dagli uomini delle classi più colte ed agiate, mentre le donne e il popolo parlavano quasi esclusivamente la parlata slava locale.

## Poeti e scrittori
Fra i maggiori scrittori di Ragusa svettano il commediografo e poeta Marino Darsa (1508 – 1567) e il grande poeta barocco Giovanni Gondola (1589 - 1638), scrittore del grande poema epico Osmanide (stampato per la prima volta da Anton Antonio Martecchini nel 1826 a Ragusa). I versi del suo dramma o favola pastorale Dubravka sono tuttora considerati come l'inno di Ragusa e fra i più importanti di tutta la storia della letteratura croata:
(Giovanni Gondola, Dubravka)

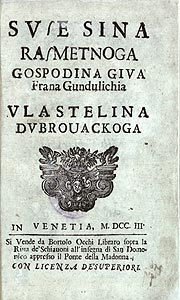
Giovanni Gondola, Suze Sina Razmetnoga (Le lagrime del figliol prodigo)

Un'altra opera molto famosa di Gondola fu il poema religioso "Suze sina razmetnoga (Le lagrime del figliol prodigo) stampato a Venezia nel 1703.